# Сергиевская (Краснодарский край)
Сергиевская — станица в Кореновском районе Краснодарского края.
Административный центр Сергиевского сельского поселения.

## География
Станица находится на берегу реки Кирпили, в степной зоне, на расстоянии 20 км к юго-западу от города Кореновск, административного центра района.

## История
Сергиевское куренное селение основано в 1794 году — одно из 40 первых поселение черноморских казаков на Кубани. Название перенесено с куреня Запорожской Сечи.

## Население
| 2002 | 2010  |
| ---- | ----- |
| 2883 | ↗2959 |

## Улицы
| - ул. Айвазяна, - ул. Береговая, - ул. Выгонная, - ул. Гагарина, - ул. Гоголя, | - ул. Горького, - ул. Дзержинского, - ул. Калинина, - ул. Кирова, - ул. Коммунаров, | - ул. Комсомольская, - ул. Красная, - ул. Красноармейская, - ул. Крупской, - ул. Куйбышева, | - ул. Лебедя, - ул. Леваневского, - ул. Ленина, - ул. Орджоникидзе, - ул. Пушкина, | - ул. Роя, - ул. Садовая, - ул. Фрунзе, - ул. Чкалова, - ул. Шевченко. |

## Известные уроженцы
- Рой, Андрей Саввич (1886—1919) — участник Первой мировой войны, участник Гражданской войны на стороне РККА